# 14031 Rozyo
14031 Rozyo eller 1994 WF2 är en asteroid i huvudbältet som upptäcktes den 26 november 1994 av de båda japanska astronomerna Kazuro Watanabe och Kin Endate vid Kitami-observatoriet. Den är uppkallad efter skolan i Rozyo.
Asteroiden har en diameter på ungefär 7 kilometer och den tillhör asteroidgruppen Eunomia.